# Ключи к декабрю
«Ключи к декабрю» (англ. The Keys to December) — научно-фантастический рассказ американского писателя Роджера Желязны. Впервые опубликован в августе 1966 года в журнале New Worlds, позже вошёл в состав авторского сборника рассказов и повестей «Двери его лица, фонари его губ». В 1968 году номинировался на премию «Небьюла» в категории лучшей короткой повести. Перевод на русский язык — В. И. Баканова.

## Сюжет
Для освоения планет иных звёздных систем, земляне стали практиковать «видоизменение» тела и физиологии у части рождающихся детей под условия других планет. Но неожиданно ещё не заселённая планета, для которой уже были готовы несколько десятков тысяч видоизменённых колонистов, погибает в пламени взрыва новой звезды. Возникает проблема поиска для них нового места жительства — на Земле им приходилось жить внутри холодильных камер с особой атмосферой, и страдать от недостаточной силы земного тяготения. Единственная сколько-нибудь пригодная для их жизни планета требовала многовековой процедуры по изменению климата и химического состава атмосферы. Необходимое количество станций-планетоизменителей было построено и запущено, почти все видоизменённые, кроме дежурных, погрузились в анабиоз, биосфера планеты пыталась успеть приспособиться к изменяющимся условиям.
Главный герой, Джарри Дарк, занимающий одну из руководящих должностей колонии, во время своего дежурства неожиданно обнаруживает, что имеющаяся на планете популяция животных оказалась на самом деле популяцией разумных существ, подобных в своём развитии первобытным людям Земли. И что их возможности адаптации к новым условиям достигли предела. Он ставит на голосование перед остальными руководителями свою идею о необходимости снизить скорость изменения атмосферы, чтобы дать шанс выжить этим разумным существам. Не получив поддержки, он разрушает часть станций-планетоизменителей, и решает прожить остаток своей жизни среди аборигенов, с которыми он успел найти общий язык и подружиться, делясь с ними своими знаниями и приспосабливаясь к ещё некомфортным условиям не полностью изменённой атмосферы.

## Анализ
Российский критик и литературовед Владимир Гопман, рассматривая рассказ в обзорной статье, отмечает, что основной поднимаемый вопрос в произведении — что есть человек и чем он отличается от животных? Главный герой рассказа развивается, переживая трагедию утраты своей любви, он начинает проявлять милосердие и сострадание к обречённым аборигенам, самоотверженно становясь на их защиту. В итоге критик заключает, что человек начинается «с милосердия, сострадания, желания помочь другому — и не просто помочь, а спасти его, даже ценой собственной жизни».